# 歌野晶午
歌野晶午（日语：うたの しょうご，1961年—），本名歌野博史，日本推理小說家。

## 經歷
歌野晶午原本在編輯工作室工作，有一次在文藝春秋雜誌上讀到了島田莊司的雜記〈酒中日記〉，因為就住在島田莊司家附近，便以書迷的身分去看看他的住所，之受到島田莊司的推薦發表了出道作《長屋殺人》。
為新本格的第一代作家。

## 作品
- 屋的三部曲 名探偵信濃讓二系列
  - 1988年《長屋殺人》（長い家の殺人）
  - 1989年《白屋殺人》（白い家の殺人）
  - 1989年《活動屋殺人》（動く家の殺人）

- 密室殺人遊戲系列
  - 2007年《密室殺人ゲーム王手飛車取り》
  - 2009年《密室殺人ゲーム2.0》
  - 2011年《密室殺人ゲーム・マニアックス》

- 舞田ひとみ系列
  - 2007年《舞田ひとみ11歳、ダンスときどき探偵》
  - 2010年《舞田ひとみ14歳、放課後ときどき探偵》
  - 2012年《コモリと子守り》

- 1990年《光天化日的綁架》（ガラス張りの誘拐）
- 1991年《買屍體的男人》（死体を買う男）
- 1992年《想被綁架的女人》（さらわれたい女）
- 1995年《ROMMY》（ROMMY そして歌声が残った）
- 1998年《魔童》（ブードゥー・チャイルド）
- 2000年

《安達之原的鬼密室》（安達ヶ原の鬼密室）
《生存者，一名》（生存者、一名）
- 2002年

《世界的末日、還是開始》（世界の終わり、あるいは始まり）
《名為「館」的樂園》（館という名の楽園で）
- 2003年

《櫻樹抽芽時，想你》（葉桜の季節に君を想うということ）
《家守》
- 2004年

《ジェシカが駆け抜けた七年間について》
《魔王城殺人事件》
- 2005年

《女王様と私》
《そして名探偵は生まれた》
- 2007年《ハッピーエンドにさよならを》
- 2009年《少年日记杀人事件 》（絶望ノート）
- 2011年《春から夏、やがて冬》
- 2014年《ずっとあなたが好きでした》
- 2016年《D殺人事件，背後真正的可怕》（Dの殺人事件、まことに恐ろしきは）
- 2017年《ディレクターズ・カット》

## 獎項
- 2004年《櫻樹抽芽時，想你》

這本推理小說真厲害！第一名
本格推理小說 Best 10第一名
第57屆日本推理作家協會獎
本格推理大獎
- 2010年《密室殺人ゲーム2.0》

本格推理大獎